# Colt New Service

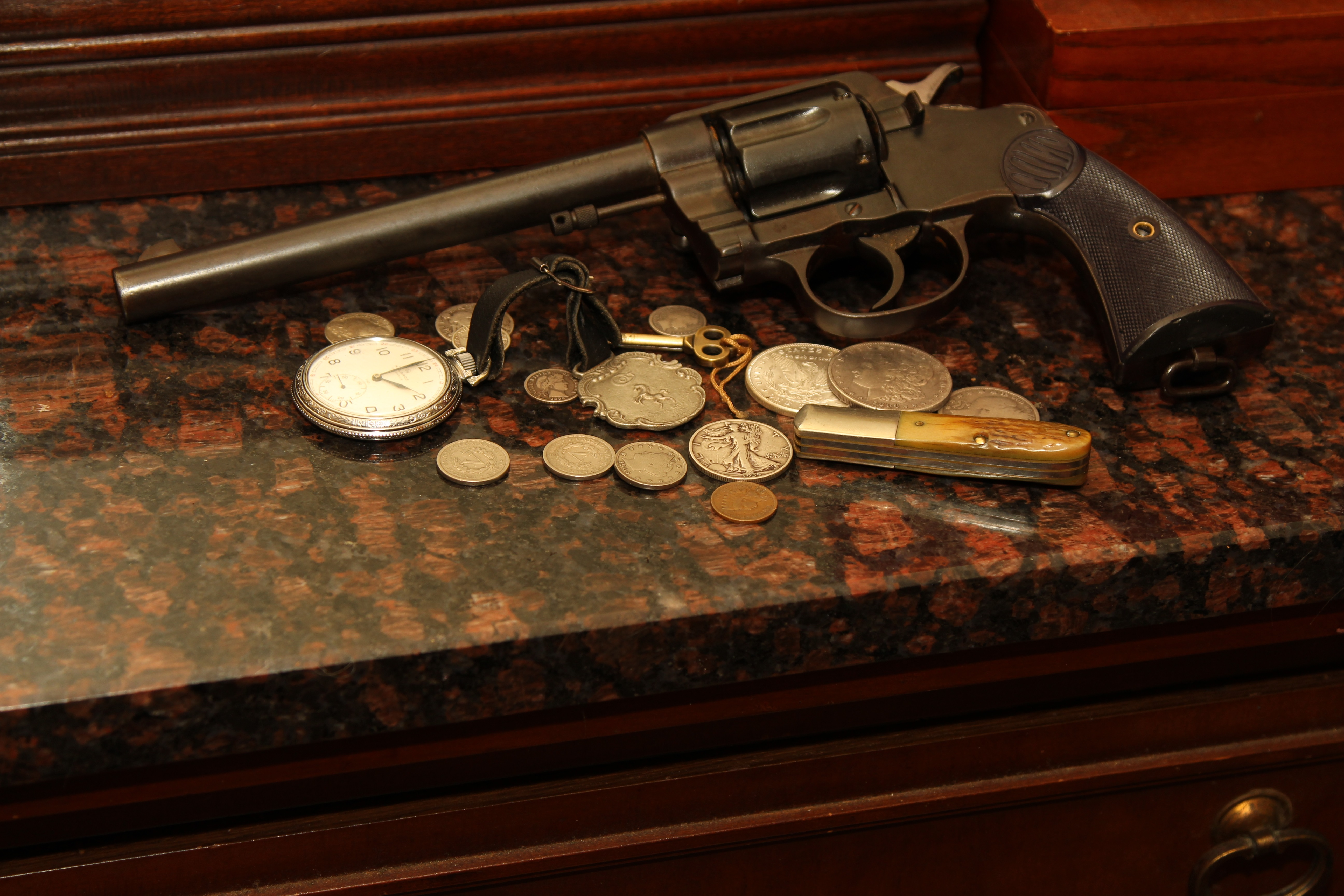
Un Colt New Service en calibre .44 WCF fabriqué pour le marché civil en 1906.

Le Colt New Service est un revolver à double action et barillet tombant. Il fut fabriqué de 1898 à 1941 en plusieurs calibres.  Le Colt M1917 en est un dérivé. 

## Production et variantes
Plus de 350 000 revolvers sont sortis des usines Colt de 1898 à 1944. Les collectionneurs et les spécialistes nord-américains recensent onze versions mais les  variantes principales sont les modèles militaires (Colt M1909) et ceux pour le tir sportif (Target et Shooting Master).

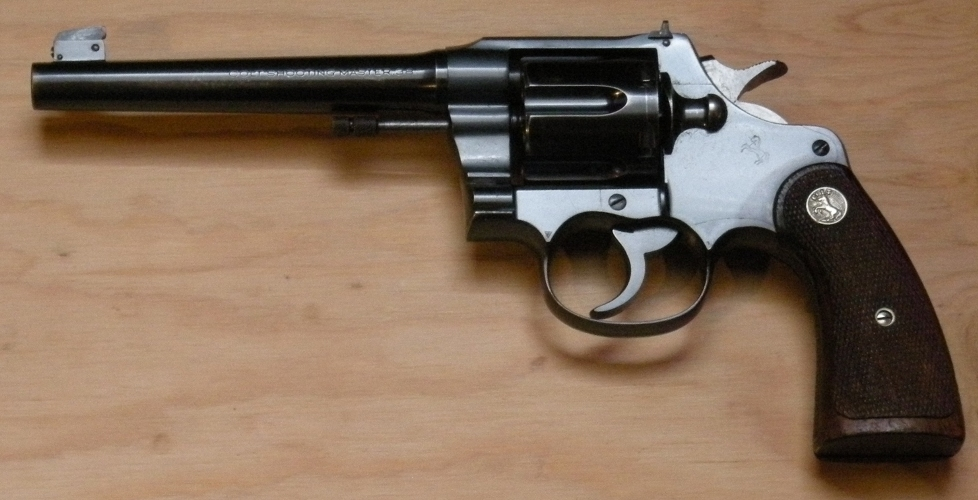
Le Colt Shooting Master fut l'un des 1ers révolvers US à tirer la .357 Magnum. À noter, la forme particulière du guidon et de la hausse.

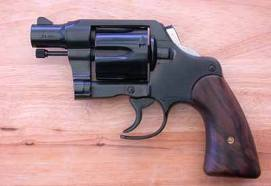
Le Colt New Service calibre .38 modifié en FitzGerald Special possède un pontet scié et un chien à crête limée. particulière du guidon et de la hausse.

## Diffusion
L'US Army (Colt M1909 en service de 1909 à 1911), l'Armée canadienne et la British Army (Colt New Service British Army/GRC) l'utilisèrent notamment durant la Grande Guerre. 

## Dans la fiction populaire

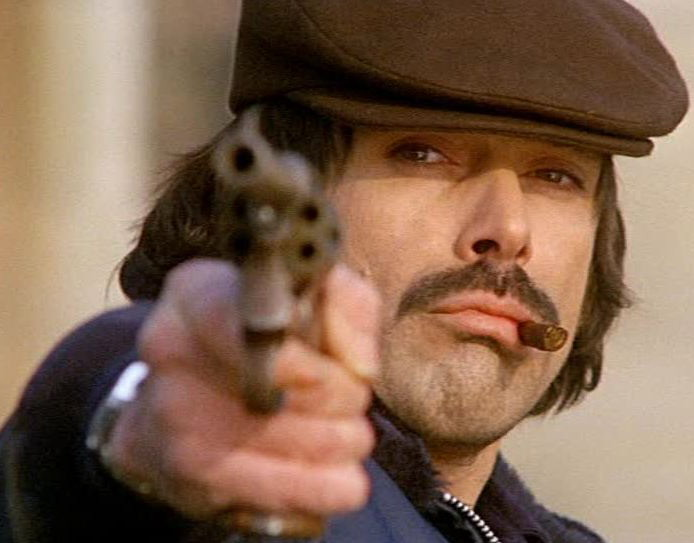
L'inspecteur Ravelli (joué par Tomas Milian) est armé d'un Colt New Service dans le néo-polar italien Brigade volante sorti en 1974.

## Données techniques Colt New Service commerciaux
- Mécanisme : revolver à double action et barillet basculant
- Organes de visée : guidon fixe et/ou canal de visée cran de mire réglable.
- Munitions : .357 Magnum, .38 Special, .38-40, .44-40, .44 Russian, .44 Special, .45 ACP, .45 Auto Rim, .45 Colt, .455 Webley ou .476 Eley.
- Barillet : 6 coups
- Canons : 11,4 cm, 14 cm ou 19 cm (sur les modèles Target et Shooting Master). Il existait aussi avec des longueurs de 10, 13 ou 15 cm. Quelques armes ont reçu des canons de 5 cm sur demande de policiers US en civil durant la Prohibition (sous la forme du Colt FitzGerald Special).
- Longueurs : 25 cm, 28 cm ou 34 cm
- Masse des armes vides : 1 kg, -1,25 kg

## Sources francophones
- Y.L. Cadiou, Les Colt (2): les revolvers à  cartouches métalliques, Éditions du Portail, 1993
- Gérard Henrotin, Colt New Service Revolver Explained, livre téléchargeable - HLebooks 2008
- Martin J. Dougherty, Armes à feu : encyclopédie visuelle, Elcy éditions, 304 p. (ISBN 9782753205215), p. 74.